# NGC 2894
NGC 2894 (другие обозначения — UGC 5056, MCG 1-24-24, ZWG 34.51, IRAS09268+0756, PGC 26932) — спиральная галактика (Sa) на расстоянии около 90 млн световых лет в созвездии Льва. Открыта Уильямом Гершелем в 1784 году.
Этот объект входит в число перечисленных в оригинальной редакции «Нового общего каталога».

## Свойства
Галактика удаляется с радиальной скоростью 2016 км/с, имеет диаметр 52 тыс. световых лет.

## Объект любительских наблюдений
На снимках объект наблюдается как спиральная галактика, повёрнутая под большим наклоном к лучу зрения и ориентированная с северо-северо-востока на юго-юго-запад. Её ядро крупное, яркое и вытянутое, тогда как спиральный узор более тусклый, плотно закрученный. Спиральные рукава с большим количеством пыли. Длинная пылевая полоса видна вдали от центра вдоль западного края диска. В любительский телескоп галактика наблюдается как умеренно яркий объект, находящийся между трёх звёзд поля, которые при невысоком увеличении сливаются с галактикой и могут создавать иллюзию, что она вытянута в восточно-западном направлении. При более высоком увеличении эти звёзды (две тусклые к западу и одна более яркая к востоку) и галактика разрешаются. Их наличие отметил ещё Гершель 23 января 1784 года при первом наблюдении. На фотографиях (но не при визуальных телескопических наблюдениях) видна и четвёртая тусклая звезда поля, проецирующаяся на западный край ядра. Галактика выглядит округлой, маленькой и конденсирующейся к центру, с отчётливым звездообразным ядром.